# Puerto Toro
Puerto Toro é uma aldeia chilena que fica na ilha Navarino, no extremo sul do país. Perto da Antártida, é o povoado mais meridional do mundo, pois a sul deste apenas se situam bases científicas na Antártida. Sua população é composta por aproximadamente cinquenta famílias de pescadores.
No século XX a aldeia foi importante pela febre do ouro. Mas quando a febre passou a população decresceu. Atualmente a pesca da aranha-do-mar, chamada na região centolla, é a principal atividade económica.

## Ligações

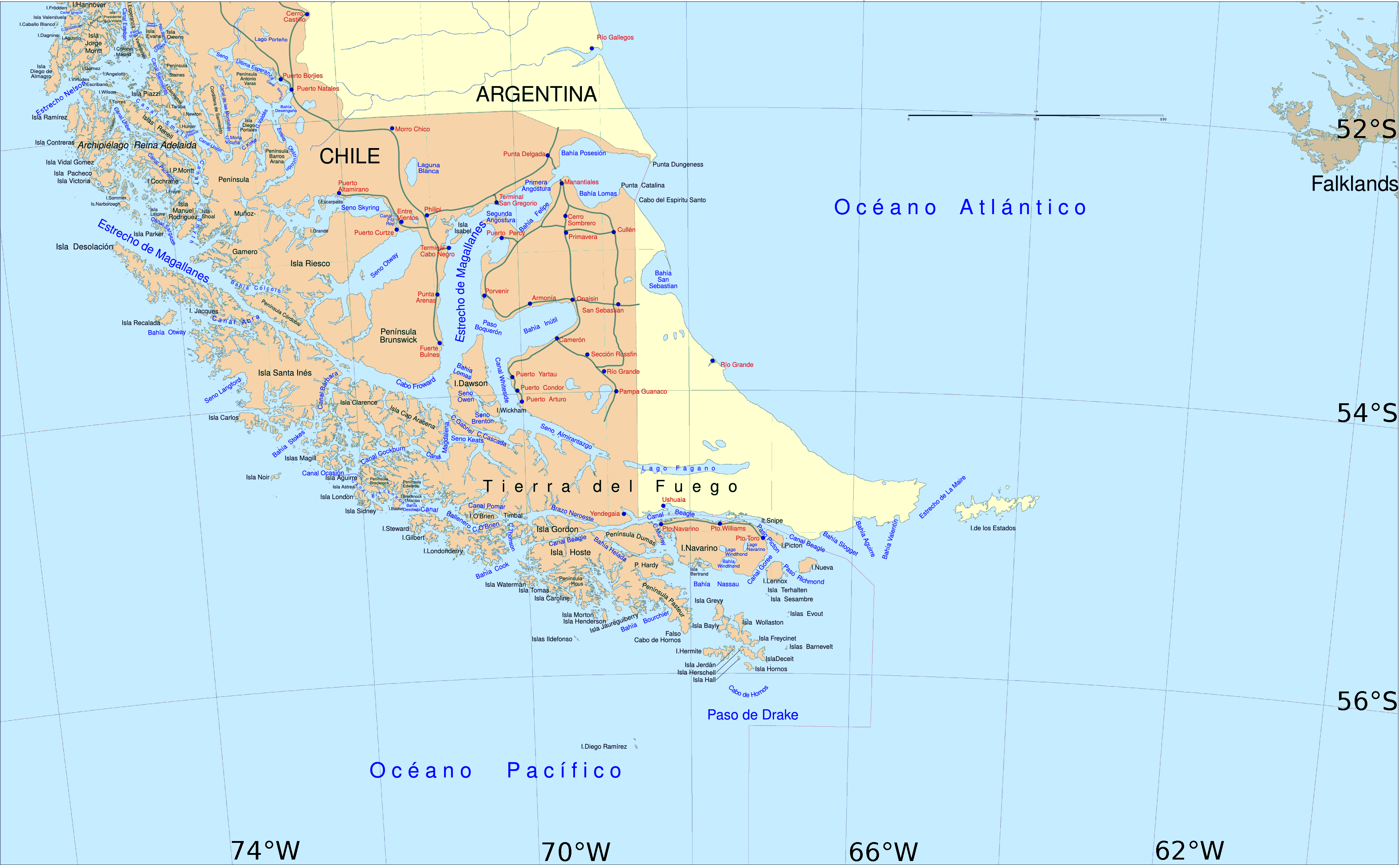
Mapa do extremo sul da América do Sul, indicando a posição de Puerto Toro

- Mapa do Sul do Chile, com a localização de Puerto Toro
Puerto ToroLocalização do Puerto Toro na Terra do Fogo